# Jönköpings gasverk
Jönköpings gasverk uppfördes 1862 och låg i kvarteret Grävlingen på Väster vid Kyrkogatan och Gjuterigatan, ursprungligen på Oxtorgets östra sida mot dåvarande Gjuterigränd.
På den mark där gasverket låg fanns tidigare vid Kyrkogatan 7 Skjutsinrättningen i Jönköping, vilken uppfördes 1837. Den timrade envåningsbyggnad som inhyste stationens sex boenderum låg mot Skjutsstallgatan, nuvarande Kyrkogatan. Skjutsinrättningen hade en kringbyggd gård med en stallbyggnad med plats för 42 hästar samt ett antal ekonomibyggnader. När Stora hotellet invigdes 1860, flyttades huvudskjutsstationen dit. 
Frågan om ett gasverk i staden hade väckts i magistraten 1861 och redan 1862 idrifttogs det kommunägda gasverket i korsningen Kyrkogatan-Gjuterigatan, alldeles söder om skjutsinrättningen. Gasverket hade utmed Kyrkogatan och Gjuterigatan trä- och tegelbyggnader och mitt på tomten en rund gasklocka. De envånings tegelbyggnaderna inrymde ugnar och andra anläggningar. Gasverket övertog så småningom också skjutsstationens byggnader och tomt.
Gasverket byggdes ut i omgångar och upptog slutligen hela kvarteret Grävlingen. En andra gasklocka uppfördes 1876 och en tredje 1900. Antalet ugnar utökades och ett nytt retorthus uppfördes 1906 i korsningen Kyrkogatan/Gjuterigatan. 
År 1959 släcktes den sista kolgasugnen. Fortsatt gasproduktion skedde några år i en spaltgasanläggning. År 1964 lades gasproduktionen ned. Åren därefter revs gasverksanläggningen, bland annat en stor tegelbyggnad 1969. Tomten användes därefter som parkeringsplats.